# Dumariya (Sarlahi)
Dumariya – gaun wikas samiti w środkowej części Nepalu  w strefie Dźanakpur w dystrykcie Sarlahi. Według nepalskiego spisu powszechnego z 2001 roku liczył on 669 gospodarstw domowych i 3629 mieszkańców (1708 kobiet i 1921 mężczyzn).